# Agrostis forsteri
Agrostis forsteri é uma espécie de gramínea do gênero Agrostis, pertencente à família Poaceae.